# Actinauge cristata
Actinauge cristata is een zeeanemonensoort uit de familie Hormathiidae.
Actinauge cristata is voor het eerst wetenschappelijk beschreven door Riemann-Zürneck in 1986.